# Aloidendron eminens
Aloidendron eminens es una especie de planta del género Aloidendron (anteriormente Aloe). Es endémica de Somalia. Está calificada en peligro de extinción por pérdida de hábitat.

## Descripción
Aloidendron  eminens forma tallos que se ramifican de forma irregular. Los tallos verticales son de hasta 15 metros de largo en su base y alcanzan un diámetro de 15 centímetros. Las 16 a 20 hojas con forma de triángulo obtuso, son recurvadas y forman rosetas. La hoja es de color verde mate y de 40 a 45 centímetros de largo y 5 a 8 cm de ancho. La superficie de la hoja es lisa con dientes romos, blancos que se encuentran en el estrecho margen cartilaginoso blanco y que miden de 2 a 3 milímetros de longitud y de 3 a 5 milímetros de distancia. La inflorescencia consiste de tres a cinco ramas y mide de 50 a 60 centímetros de largo.  Las brácteas deltoides tienen una longitud de 6 mm y  de 3 mm de ancho.  Las flores son de 40 milímetros de largo y redondeadas en la base.

## Taxonomía
Aloidendron  eminens fue descrita por Gilbert Westacott Reynolds & P.R.O.Bally y publicado en Journal of South African Botany 24: 187, en el año 1958.
Etimología
Aloidendron: nombre genérico de origen muy incierto: podría ser derivado del griego άλς, άλός (als, alós), "sal" - dando άλόη, ης, ή (aloé, oés) que designaba tanto la planta como su jugo - debido a su sabor, que recuerda el agua del mar. De allí pasó al Latín ălŏē, ēs con la misma aceptación, y que, en sentido figurado, significaba también "amargo". Se ha propuesto también un origen árabe, alloeh, que significa "la sustancia amarga brillante"; pero es más probablemente de origen complejo a través del hébreo: ahal (אהל), frecuentemente citado en textos bíblicos. La parte de "dendron" viene del griego "dɛndrɒn" que significa "árbol".
eminens: epíteto latino que significa "sobresaliente, eminente"